# Banderes municipals de Mèxic
La Llista de banderes oficials inclou els símbols utilitzats pels diferents municipis mexicans agrupats per municipi.

## Banderes municipals oficials de Mèxic

Autlán de Navarro[1]
Chihuahua[2]
Guadalajara[3][4]
León[5]
Monterrey[6]
Morelia[7][8][9][10][11]
Santiago Matatlán[12]
Tequixquiac[13][14]
Tlaquepaque[15]
Zapopan[16]

## Banderes municipals de Mèxic sense legislació

Amatitán
Atotonilco el Alto
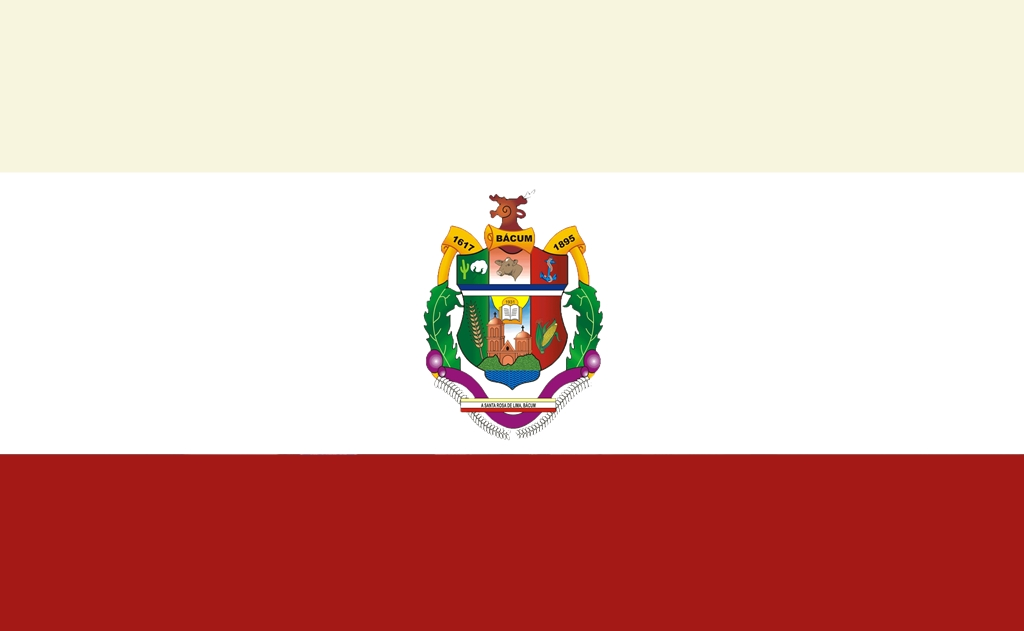
Bácum
Benito Juárez
Cherán
Colotlán
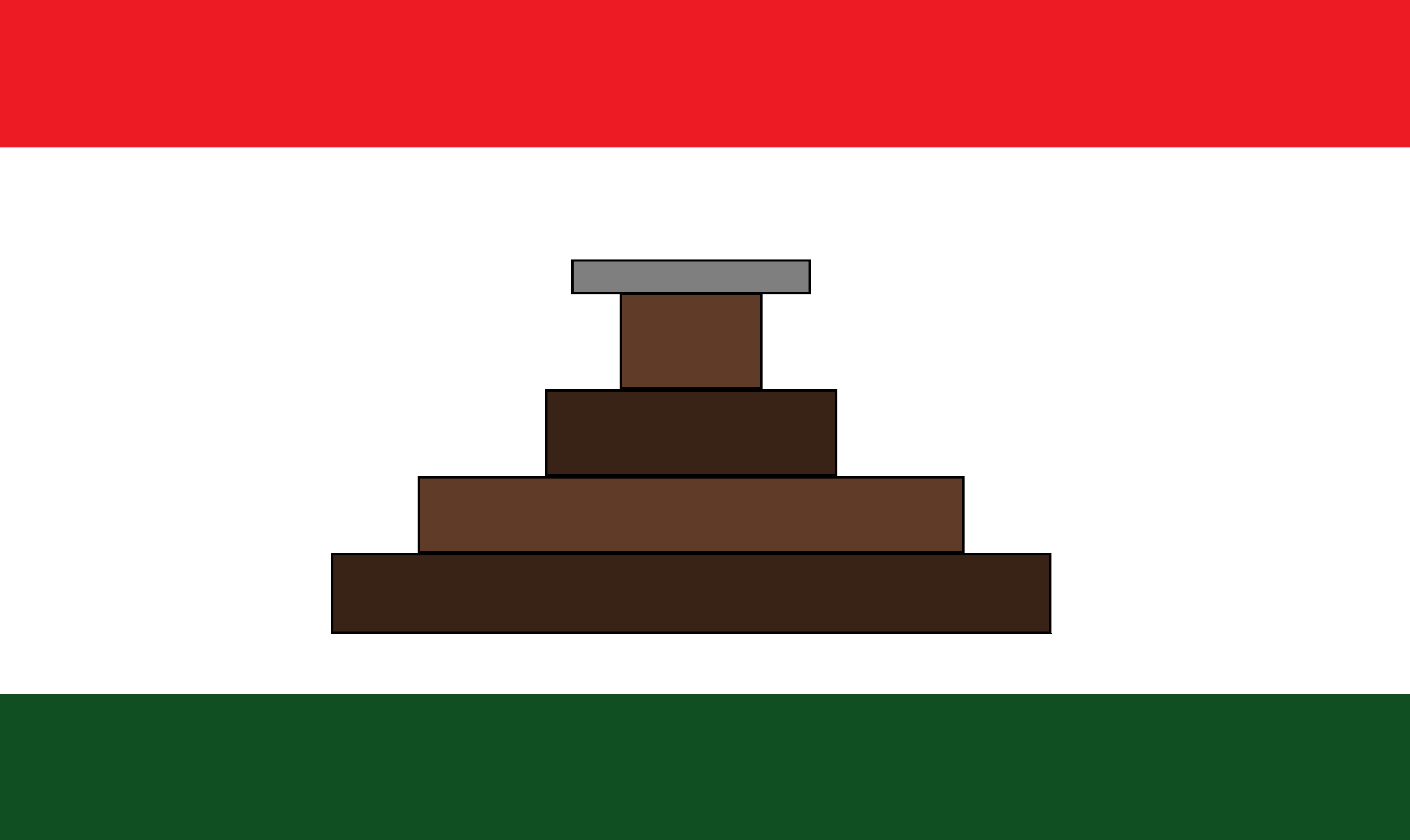
Comalcalco
El Grullo[17]
El Limón
Guadalupe
Hermosillo
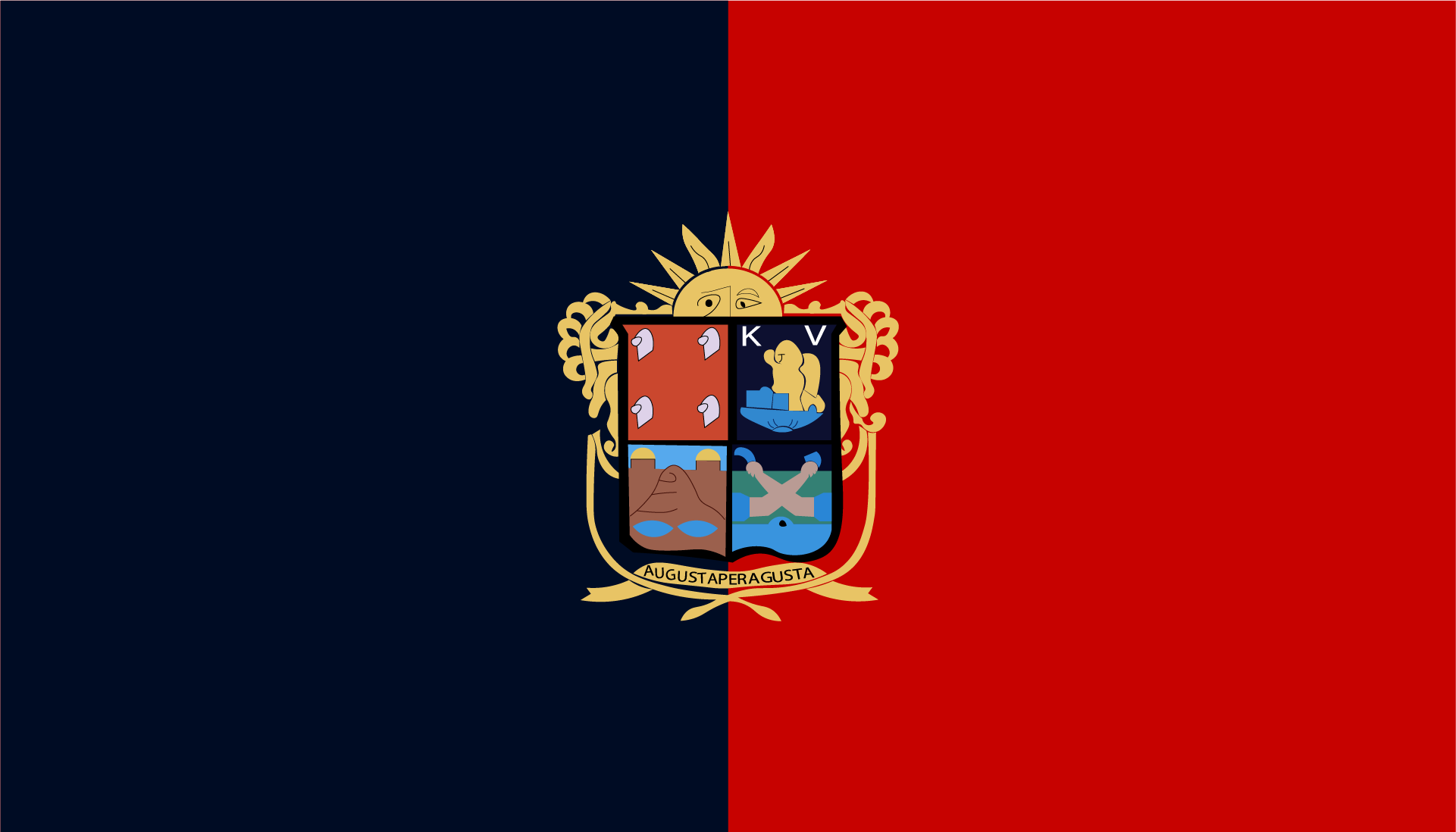
Irapuato
Mixtlán
Pátzcuaro[19]
Puerto Vallarta
San José de Gracia
San Juan de los Lagos
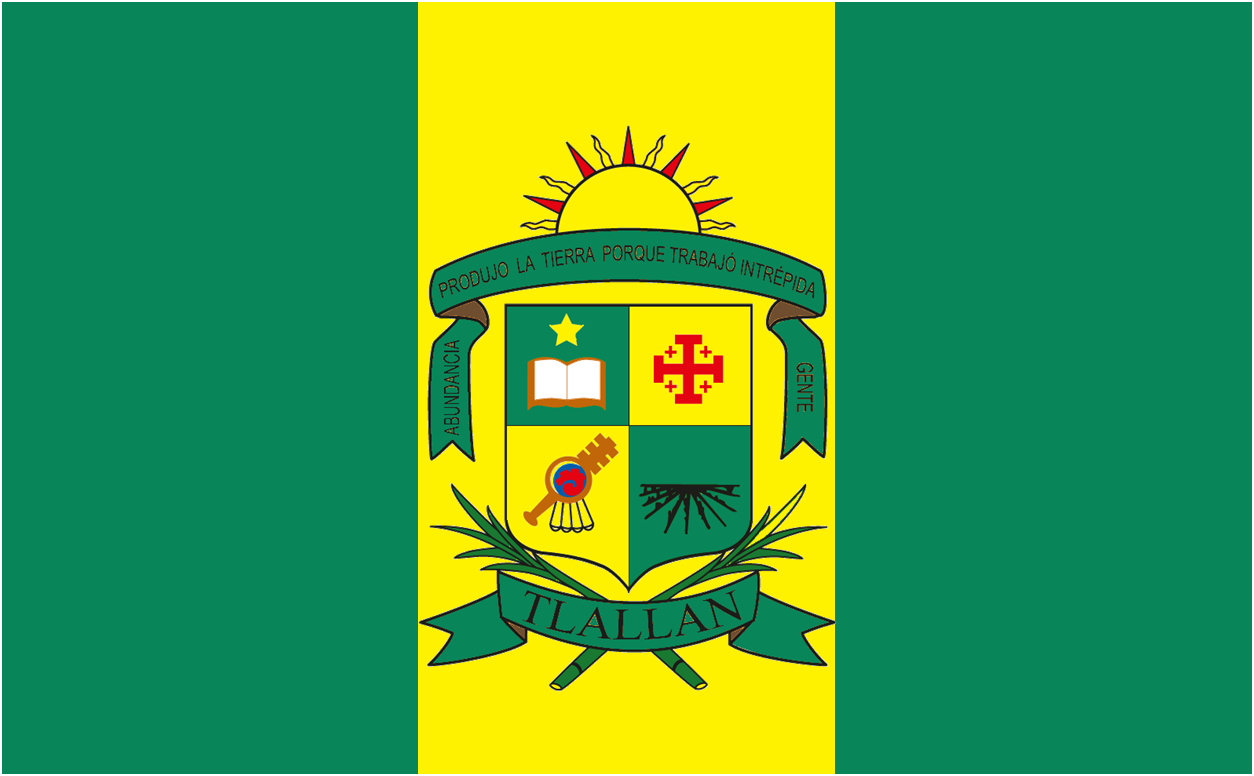
Tala
Tamazula de Gordiano
Tekax
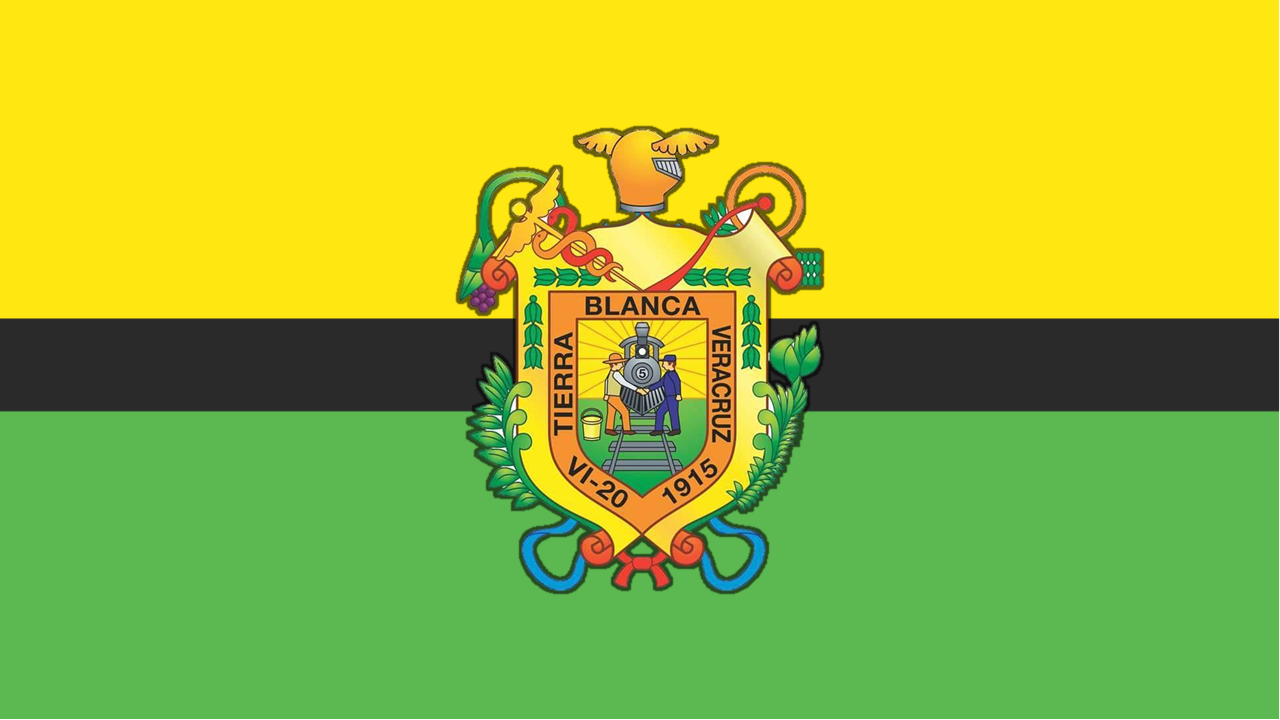
Tierra Blanca
Tonaya
Tuxtla Gutiérrez
Centro
Zapotlán el Grande